# Psychotria vittoriensis
Psychotria vittoriensis är en måreväxtart som beskrevs av Johannes Müller Argoviensis. Psychotria vittoriensis ingår i släktet Psychotria och familjen måreväxter. Inga underarter finns listade i Catalogue of Life.